# Leipziger Stadtderby
| Rekordderbysieger Anzahl Derbysiege       | 1. FC Lokomotive Leipzig und Vorgängervereine 54              |
| amtierender bzw. letzter Derbysieger seit | 1. FC Lokomotive Leipzig 23. März 2025 (Sachsenpokal 2024/25) |
| Pflichtspiele                             | 114                                                           |
| Erstaustragung                            | 8. November 1908 (Testspiel) 31. Oktober 1909 (Pflichtspiel)  |
| letztes Derby                             | 06. April 2025                                                |
| nächstes Derby                            | noch nicht bekannt                                            |

Als Leipziger Stadtderby, in der Fachliteratur häufiger Ortsderby genannt, werden die Fußballspiele zwischen der in Leipzig-Leutzsch beheimateten BSG Chemie Leipzig und dem in Leipzig-Probstheida ansässigen 1. FC Lokomotive Leipzig sowie zwischen deren Vorgängervereinen bezeichnet.
Im Unterschied zu anderen bekannten Derbys im deutschen Fußball, etwa dem Münchner Stadtderby, wurde das Leipziger Stadtderby nicht zwischen zwei kontinuierlich existierenden Vereinen ausgetragen: Vielmehr spiegeln sich in der wechselvollen Geschichte der fußballerischen Rivalität zwischen den beiden Leipziger Stadtteilen die für die Entwicklung des Fußballs in Ostdeutschland im 20. Jahrhundert typischen Brüche wieder: Auflösung der Vereine nach dem Ende des Zweiten Weltkrieges, mehrere von staatlicher Seite verordnete Umstrukturierungen in der Vereinslandschaft in der Zeit der DDR sowie finanzielle Schwierigkeiten und Insolvenzen nach der Wiedervereinigung führten auf beiden Seiten zu Fusionen, Namenswechseln und Neugründungen. Dieses hohe Maß an institutioneller Diskontinuität wird in bemerkenswerter Weise durch die stark ausgeprägte Kontinuität der jeweiligen Anhängerschaften kontrastiert, die all diese Umbrüche überdauern konnten.
Der derzeit erfolgreichste Leipziger Fußballverein RB Leipzig hat in seiner noch jungen Geschichte bisher kaum sportliche Berührungspunkte mit anderen Leipziger Vereinen gehabt, sodass sich noch keine innerstädtischen Rivalitäten entwickeln konnten, die den Begriff „Derby“ rechtfertigen würden und mit der Rivalität „Leutzsch–Probstheida“ vergleichbar wären. Eine Auflistung der bisherigen Begegnungen findet sich unter „Weitere Leipziger Derbys“.
Amtierender Derbysieger ist der 1. FC Lokomotive Leipzig, der sich im 112. Pflichtspiel- und bis dato letzten Stadtderby am 6. Oktober 2024 heimwärts mit 2:0 durchsetzen konnte. In der Gesamtbilanz der Pflichtspiele führen der 1. FC Lokomotive Leipzig und seine Vorgängervereine, die bisher 53 Derbys für sich entscheiden konnten. Die BSG Chemie und ihre Vorgänger gewannen das Derby bislang 37 Mal. 22 Leipziger Stadtderbys endeten unentschieden.

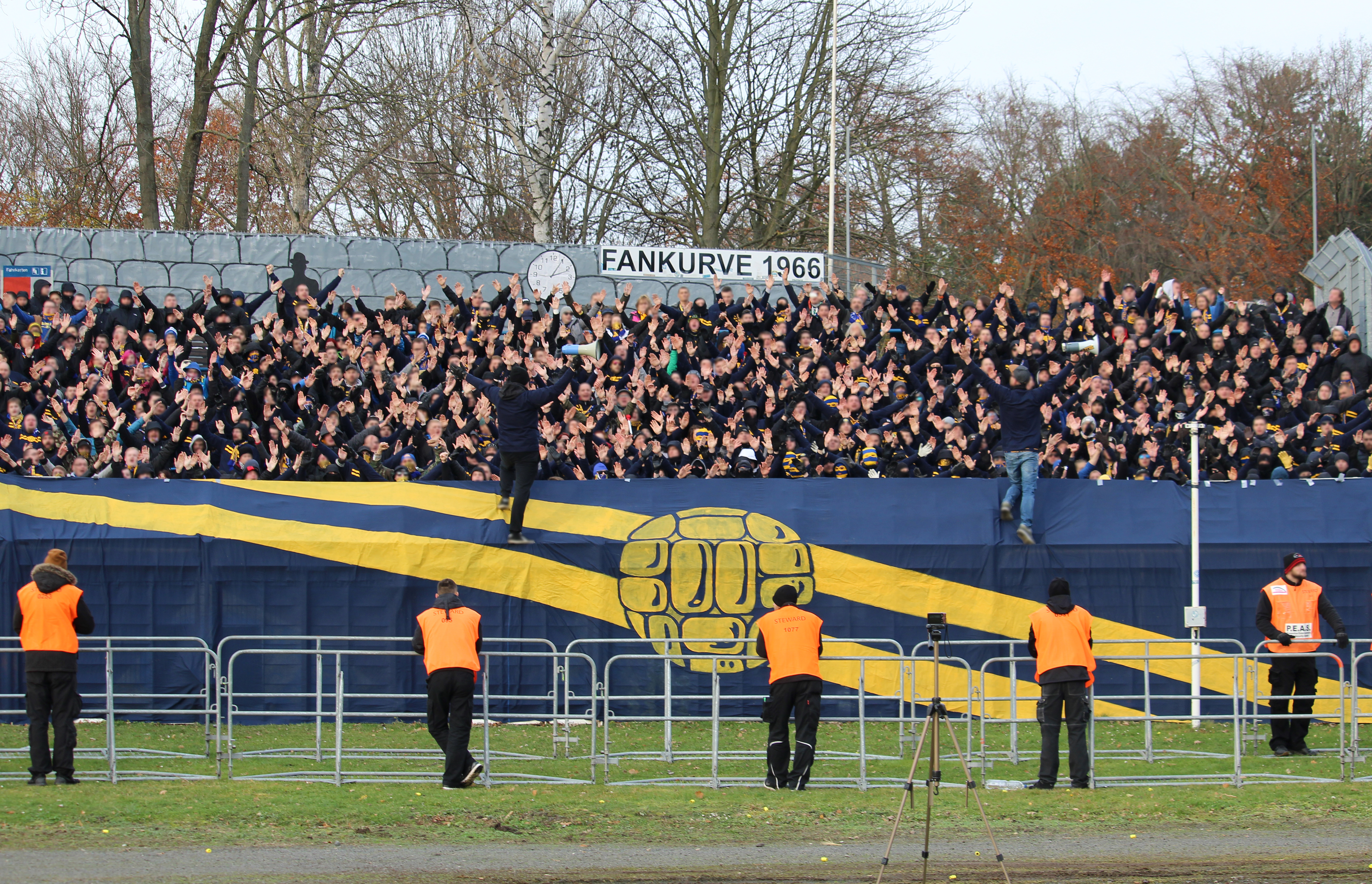
Lok Leipzig Fans beim Ortsderby 2017 im Bruno-Plache-Stadion

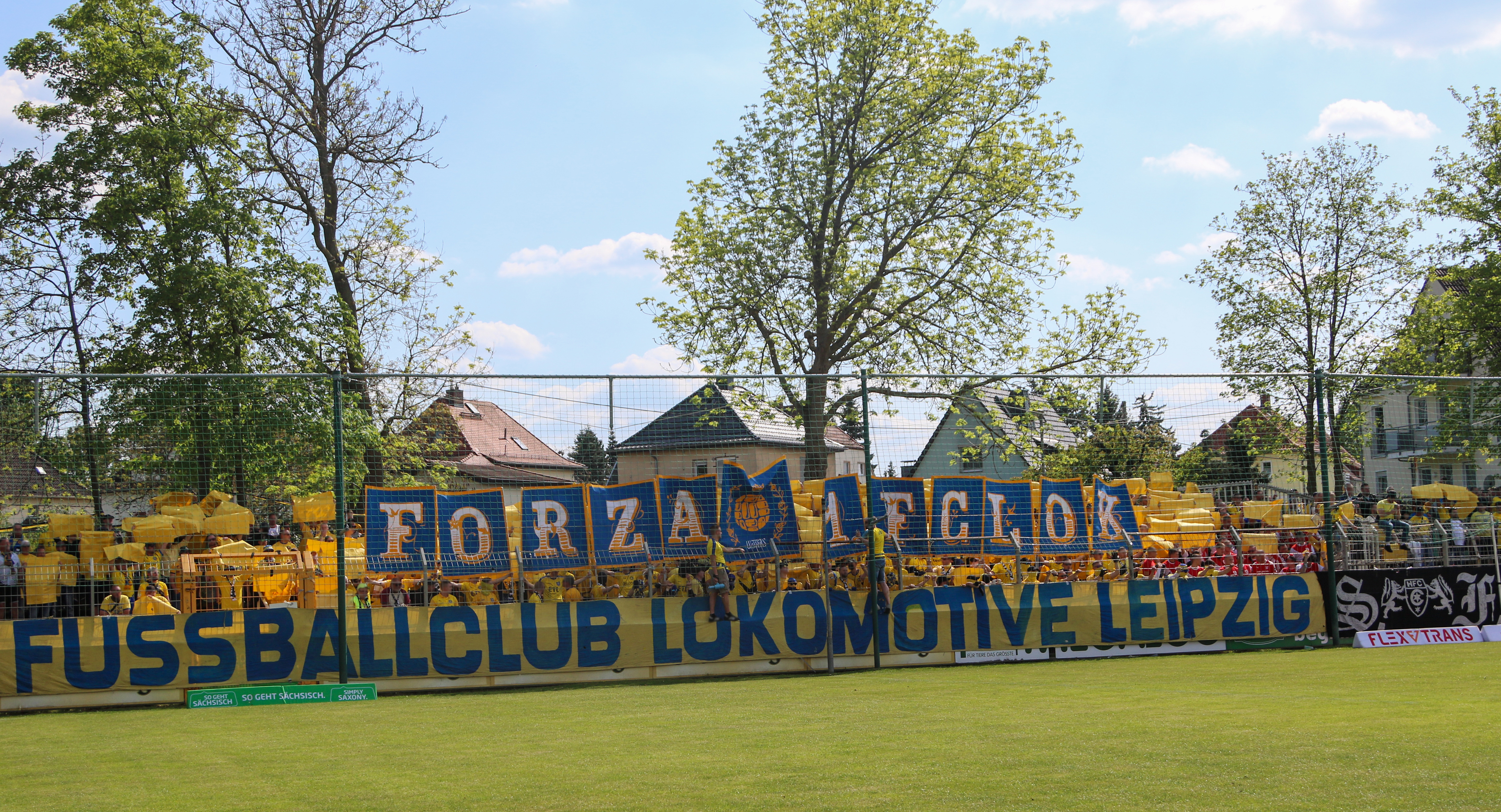
Lok Leipzig Fans beim Ortsderby 2022 im Alfred-Kunze-Sportpark

Platzierungen in den beiden höchsten Ligen der DDR

Platzierungen in der Zuschauertabelle der DDR-Oberliga

Ligahöhe im DFB Spielbetrieb 1991–2021

## Geschichte
Die Geschichte sowohl des Leutzscher als auch des Probstheidaer Fußballs ist durch eine Vielzahl (sport-)politisch und finanziell bedingter institutioneller Brüche geprägt. Beide heute existierenden Vereine sind nicht in rechtlichem Sinne mit ihren verschiedenen Vorgängern identisch, die außerdem jeweils eine Vielzahl unterschiedlicher Namen getragen haben. Zur Verwirrung trägt bei, dass beide Vereine in der Vergangenheit – unabhängig voneinander – bereits den Namen „Lokomotive“ trugen. Diese Entwicklungen wird im Folgenden in vereinfachter Form zusammengefasst.

### Fußball in Leutzsch
| 1899–1922 | FC Britannia 1899 Leipzig                       |
| 1922–1932 | Leipziger SV 1899                               |
| 1932–1938 | Tura 1932 Leipzig / Leipziger SV 1899           |
| 1938–1945 | TuRa 1899 Leipzig                               |
| 1946–1949 | SG Leipzig-Leutzsch                             |
| 1949–1950 | ZSG Industrie Leipzig                           |
| 1950–1954 | BSG Chemie Leipzig                              |
| 1954–1963 | SC Lokomotive Leipzig / BSG Chemie Leipzig-West |
| 1963–1990 | BSG Chemie Leipzig                              |
| 1990      | FC Grün-Weiß 1990 Leipzig                       |
| 1990–2008 | FC Sachsen Leipzig                              |
| 2008–2011 | FC Sachsen Leipzig / BSG Chemie Leipzig         |
| 2011–2014 | BSG Chemie Leipzig / SG Sachsen Leipzig         |
| seit 2014 | BSG Chemie Leipzig                              |

Die Geschichte des Leutzscher Fußballs beginnt mit dem FC Britannia 1899 Leipzig. Nach einer Reihe von Verschmelzungen, fusionierte dieser Verein 1938 mit dem SV 1932 Tura zum neuen „Großverein im Westen“ Tura 1899 Leipzig. Tura '32 spielte ab 1936 erstklassig (Gauliga Sachsen). Mit dem Ende des Zweiten Weltkriegs 1945 erfolgte aufgrund der Direktive Nr. 23 des Alliierten Kontrollrates die Auflösung des Vereins. Bereits 1946 erfolgte die Neugründung des Vereins unter dem Namen SG Leipzig-Leutzsch. 1949 fusionierte die SG Leipzig-Leutzsch mit der SG Lindenau-Hafen zur ZSG Industrie Leipzig.
Aufgrund der Neuorganisation der DDR-Sportvereine im Jahr 1950 wurde die ZSG am 16. August 1950 in eine Betriebssportgemeinschaft (Trägerbetrieb VEB Lacke und Farben Leipzig) umgewandelt; der Verein trug nun erstmals den Namen BSG Chemie Leipzig. In der Saison 1950/51 wurde die BSG Chemie DDR-Meister und holte somit die erste Meisterschaft nach Leutzsch. Im Jahr 1954 erfolgte eine erneute Umstrukturierung im Leipziger Fußball, in deren Folge die erste Mannschaft der BSG Chemie von dem neugegründeten SC Lokomotive Leipzig übernommen wurde. Der SC Lokomotive gewann 1957 den FDGB-Pokal.
Im Jahr 1963 kam es zu einer weiteren Umstrukturierung der Vereinslandschaft: Der SC Lokomotive wurde mit dem Stadtrivalen SC Rotation Leipzig zum SC Leipzig vereinigt. Mit dieser Fusion war das Ziel verbunden, die Kräfte im Leipziger Fußball zu bündeln. Da durch die Fusion ein Platz in der DDR-Oberliga frei wurde, konnte die BSG Chemie Leipzig in die Oberliga zurückkehren; allerdings wurden der BSG Chemie nur die als weniger förderungswürdig erachteten Spieler zugeteilt. Was folgte, war die wohl größte Sensation in der Geschichte des DDR-Fußballs: Die auf dem Papier deutlich schwächer als der Stadtrivale besetzte und vor der Saison als Abstiegskandidat gehandelte BSG Chemie wurde sensationell DDR-Meister und holte die zweite Meisterschaft. Es ist seitdem keinem Leipziger Verein mehr gelungen, einen nationalen Meistertitel zu erringen. In der Saison 1965/66 gelang der BSG Chemie noch ein weiterer FDGB-Pokalsieg; danach entwickelte sie sich zunehmend zu einer „Fahrstuhlmannschaft“.
Im Jahr 1990 folgte im Zuge der sich abzeichnenden Deutschen Wiedervereinigung und den damit verbundenen Folgen für den Fußballspielbetrieb zunächst eine Umbenennung in FC Grün-Weiß 1990 Leipzig und kurz danach eine Fusion mit der BSG Chemie Böhlen, durch die ein Startplatz in der letztmals erstklassigen NOFV-Oberliga 1990/91 gesichert werden konnte. Der Verein, der nach der Fusion den Namen FC Sachsen Leipzig trug, konnte in den Jahren nach der Wiedervereinigung seine selbstgesteckten sportlichen Ziele nie erreichen und kam zu keinem Zeitpunkt über den drittklassigen Ligaspielbetrieb hinaus. Hinzu kamen wiederholt finanzielle Schwierigkeiten und politische Konflikte in der Anhängerschaft: Wie bei vielen ostdeutschen Vereinen kam es auch beim FC Sachsen in den 90er Jahren zu einer zunehmenden Unterwanderung der Fanszene durch rechtsextreme Gruppierungen. Im Unterschied zu den meisten anderen Vereinen setzte sich in Leutzsch die organisierte Fanszene, etwa die Ultra-Gruppe Diablos Leutzsch, seit den frühen 2000er Jahren entschieden gegen diese Entwicklung zur Wehr.
Nicht zuletzt die sich daraus ergebenden Konflikte führten dazu, dass im Jahr 2008 ein bereits 1997 gegründeter Förderverein des FC Sachsen wieder unter dem Namen BSG Chemie Leipzig den Spielbetrieb in der zwölftklassigen 3. Kreisklasse aufnahm. Da die organisierte Fanszene des FC Sachsen sowie zahlreiche weitere Anhänger diesen Schritt mitvollzogen, kam es zu einer Spaltung des Leutzscher Fußballs, die bis 2014 andauerte. Der FC Sachsen wurde zwar 2011 nach einer weiteren Insolvenz aufgelöst, allerdings wurde unter dem Namen SG Leipzig-Leutzsch (später SG Sachsen Leipzig) noch ein weiterer Neugründungsversuch unternommen, der aber bereits nach drei Jahren an einer erneuten Insolvenz scheiterte. Während der 2014 gegründete LFV Sachsen Leipzig nie über die unteren Ligen hinauskam, entwickelte sich die „neue“ BSG Chemie hingegen deutlich erfolgreicher und spielt mittlerweile nach zahlreichen Aufstiegen in der viertklassigen Regionalliga.

### Fußball in Probstheida
| 1893–1896 | Sportbrüder Leipzig                                                |
| 1896–1898 | Sportbrüder Leipzig / VfB Leipzig                                  |
| 1898–1900 | VfB Sportbrüder 1893 Leipzig                                       |
| 1900–1945 | VfB Leipzig                                                        |
| 1945–1949 | SG Leipzig-Probstheida                                             |
| 1949–1950 | BSG Erich Zeigner                                                  |
| 1950–1954 | BSG Einheit Leipzig-Ost                                            |
| 1954–1963 | SC Rotation Leipzig / SC Lokomotive Leipzig                        |
| 1963–1966 | SC Leipzig                                                         |
| 1966–1991 | 1. FC Lokomotive Leipzig                                           |
| 1991–2004 | VfB Leipzig                                                        |
| 2004–2021 | 1. FC Lokomotive Leipzig                                           |
| seit 2021 | 1. Fußballclub Lokomotive Leipzig, Verein für Bewegungsspiele e.V. |

Die Geschichte des Probstheidaer Fußballs beginnt mit dem VfB Leipzig, der 1903 erster Deutscher Fußball-Meister wurde und 1906 sowie 1913 zwei weitere Meistertitel erringen konnte. Ein weiterer Titel wurde im Tschammerpokal 1936 gewonnen. Auch der VfB Leipzig wurde nach dem Ende des Zweiten Weltkriegs aufgelöst und reorganisierte sich zunächst unter dem Namen SG Leipzig-Probstheida. 1949 wurde der Verein in BSG Erich Zeigner umbenannt, bereits ein Jahr später in BSG Einheit Leipzig-Ost. Im Zuge der ersten großen Umstrukturierung des Vereinsfußballs in der DDR 1954 ging die BSG Einheit Leipzig-Ost im SC Rotation Leipzig auf. Der SC Rotation fusionierte 1963 mit dem SC Lokomotive Leipzig zum SC Leipzig (siehe oben). Deshalb gilt der SC Leipzig als Nachfolger des SC Lokomotive.
1966 wurde die Fußballabteilung des SC Leipzig aus dem Verein ausgegliedert und trat fortan unter dem Namen 1. FC Lokomotive Leipzig als eigenständiger Verein auf. Obgleich sich der 1. FC Lokomotive bald zur sportlichen Nummer eins der Stadt entwickeln konnte, gelang ihm nie eine DDR-Meisterschaft, dafür nach dem Pokalsieg 1957 als SC Lok noch weitere vier FDGB-Pokalsiege (1976, 1981, 1986 und 1987) sowie eine Teilnahme am Finale des Europapokals der Pokalsieger 1986/87.
Nach der Wiedervereinigung nahm der Verein wieder seinen alten Namen VfB Leipzig an. In der Saison 1993/94 spielte der VfB in der 1. Bundesliga, spielte dort aber die bis heute zweitschlechteste Saison aller Bundesligateilnehmer und verfehlte den Klassenerhalt deutlich. Es sollte bis 2016 die letzte Teilnahme einer Leipziger Mannschaft in der höchsten Deutschen Spielklasse sein. 2004 musste der VfB Leipzig Insolvenz anmelden und meldete alle Teams aus dem Spielbetrieb ab. Bereits im Jahr zuvor wurde, erneut unter dem Namen 1. FC Lokomotive Leipzig, ein Nachfolgeverein gegründet, der in der 3. Kreisklasse von vorne anfing, mittlerweile aber in der viertklassigen Regionalliga spielt. Mit Wirkung vom 8. Oktober 2021 sind der VfB Leipzig und der 1. FC Lokomotive fusioniert zum 1. Fußballclub Lokomotive Leipzig, Verein für Bewegungsspiele e.V.

### Die Rivalität
Die Gründe für die über eine reine Lokalrivalität hinausgehende fußballerische Rivalität zwischen Leutzsch und Probstheida sind komplex und haben im Laufe der Zeit auch mehrfach einen Wandel erfahren. In der Anfangszeit gab der Antagonismus zwischen dem alteingesessenen, „gutbürgerlichen“ VfB Leipzig und dem neugegründeten Verein TuRa Leipzig, der im von der Industrie geprägten Leipziger Westen ein eher „proletarisches“ Publikum anzog, den Ausschlag. Jedenfalls waren schon die ersten Spiele zwischen beiden Vereinen von Derby-typischen Begleiterscheinungen wie handgreiflichen Auseinandersetzungen zwischen den Anhängern gekennzeichnet.
Eine politische Komponente hat die Rivalität spätestens seit den Umstrukturierungen im Jahr 1963: Der Umstand, dass der neugegründete SC Leipzig in Probstheida zum Leistungszentrum des Leipziger Fußballs gemacht werden sollte, während die BSG Chemie zum „Rest von Leipzig“ degradiert wurde, und die in den folgenden Jahrzehnten grundsätzliche Benachteiligung der Betriebssportgemeinschaften gegenüber den Sportclubs in der DDR führte dazu, dass sich die Leutzscher Anhängerschaft zunehmend als „oppositionell“ verstand, während der 1. FC Lokomotive als „staatsnah“ betrachtet wurde. Ob diese Zuschreibungen in dieser Pauschalität zutreffend sind, ist strittig.
In jüngerer Zeit spielt der Umstand eine Rolle, dass die Leutzscher Anhängerschaft in erheblichen Teilen durch ein politisch eher linkes und studentisches Milieu geprägt ist, während Teilen der Probstheidaer Anhänger – bedingt auch durch eine Reihe von entsprechenden Vorfällen – eine Nähe zu rechtsextremen Strömungen unterstellt wird.

### Die Spielstätten

Stadtkarte, auf der die Derby-Spielstätten eingetragen sind

Seit einigen Jahren finden die Derbys wieder in den jeweiligen Heimstadien in Leutzsch und Probstheida statt. Das war nicht immer so. Zu Zeiten der DDR fanden nahezu alle Duelle im neutralen und zentrumsnahen Zentralstadion statt, einige wenige auch im Stadion des Friedens im Leipziger Norden. Viele der ganz frühen Pflichtspielderbys wurden auf dem 1892 errichteten Sportplatz Leipzig, dem ersten richtigen Stadion der Stadt ausgetragen. Erst mit den 1910er und 1920er Jahren begannen Vereine sich in Leutzsch, Probstheida oder auch Fortuna in Paunsdorf große Stadien zu bauen. Dies ist eine Auflistung mit kurzer Beschreibung der acht Stadien, in denen mindestens ein Pflichtspielderby stattfand:
- Sportplatz Leipzig 1892 erbaut, Ende der 1930er abgerissen. Ort des allerersten Derbys. Es fasste 20.000 Zuschauer[16] und war 1912 Spielort das Länderspiels Deutschland gegen die Niederlande. Leipziger Spitzenclubs wie Wacker oder der VfB mieteten die Anlage in Ermangelung eines eigenen Stadions. Heute steht an der Stelle u. a. die Leipziger Kleinmesse und das Trainingszentrum von RB Leipzig.
- Olympiaplatz, 1907 erbaut am Scherbelberg im Rosenthal[17] heute unter dem Namen Mühlwiese bekannt und durch einen weiteren Platz an der Waldstraße ergänzt. Zuschauerrekord: 10.000 vom 30. März 1913 SpVgg Leipzig vs. VfB Leipzig.[18] Britannia spielte hier 1921 mindestens ein Derby gegen den VfB vor der Fertigstellung des „99er“. In Nutzung von DFB Gründungsmitglied SG Olympia 1896 Leipzig.
- Karl-Enders-Sportpark, 1911 erbaut, bis 1947 auch „Spielvereinigungs Sportpark“. Austragungsort des 1946er Ortsderbys. Heimat des zweimaligen Halbfinalisten um die Deutsche Meisterschaft SpVgg 1899 Leipzig, welcher hier in seiner Hochphase in den 1910er und 1920er auch Spiele gegen Boca Juniors[19] und Celtic Glasgow[20] austrug.
- Alfred-Kunze-Sportpark, 1920 eingeweiht, zwischen 1949 und 1992 auch Georg-Schwarz-Sportpark. Zuhause von Chemie und Spielstätte einiger der wildesten Derbys. Frühere Nutzer waren TuRa Leipzig und der FC Sachsen Leipzig. Zuschauerrekord: 32.000, 1950 bei der Partie zwischen Chemie und Turbine Erfurt.
- 99er, 1921 eingeweiht, war Heimat des frühsten Chemie Vorgängers FC Britannia 1899 Leipzig. Mindestens drei Derbys wurden an der Merseburgerstraße ausgetragen. Die „Neue BSG“ spielte hier von 2008 bis 2011.[21] Heute offiziell „Willi-Kühn-Sportpark“ und in Nutzung von einem der Britannia Nachfolgevereine SV Leipzig Nordwest.
- Bruno-Plache-Stadion früher Probstheidaer Stadion, 1922 vom VfB Leipzig erbaut,[22] eingeweiht und Ort einer Vielzahl von Derbys. Das Wiederholungsspiel des Endspiels um die Deutsche Fußballmeisterschaft 1921/22 zwischen dem Hamburger SV und dem 1. FC Nürnberg wurde am 6. August 1922 vor 50.000 Zuschauer hier ausgetragen. Chemie Leipzig wich in den 1950er häufig bei Spielen mit hoher Zuschauerzahl ins „Bruno“ aus und stellte am 23. August 1951 gegen den Hamburger SV auch den bis heute gültigen Zuschauerrekord von 70.000 Zuschauern auf.[23] Aber auch andere Leipziger Teams spielten hier vor vielen Zuschauern, beispielsweise: Vorwärts Leipzig vor 46.000 am 1. Januar 1953 gegen Dinamo Bukarest.[24] Weiterhin in Nutzung von VfB Nachfolger 1. FC Lokomotive Leipzig.
- Stadion des Friedens, 1923 als Wackerpark vom damals renommierten Sport Club Wacker Leipzig erbaut und eingeweiht mit einer Kapazität von 30.000.[25] Zwischen 1923 und 1932 mindestens vier Mal neutraler Spielort im K.O.-System um die Deutsche Meisterschaft. Nach Renovierung und Ausbau ab 1951 für 50.000 Zuschauer zugelassen. In den 1950er und 1980er Jahren Spielstätte von Derbys zwischen Chemie und Lok, um die sich teils wilde Legenden ranken.[26] Das 1983er Derby war mit 30.000 Zuschauern offiziell ausverkauft.[27] Aber auch TSG Chemie Markkleeberg und Vorwärts Leipzig wichen für ihre Zuschauerträchtigen Spiele gegen Chemie und/oder Lok an die Max-Liebermann-Straße aus. Heutzutage in Nutzung des inoffiziellen Wacker Nachfolgers MoGoNo.
- Zentralstadion, 1956 eingeweiht und aufgrund des Fassungsvermögens auch „Stadion der Hunderttausend“ genannt. Die meisten Derbys während der DDR-Zeit fanden hier statt. Außerdem fanden viele Europapokalspiele von Lok und einige von Chemie hier statt, so wie Länderspiele der DDR-Auswahl. Beim ausverkauften Derby am 8. September 1956 wurde mit 100.000 Zuschauern ein gesamtdeutscher Zuschauerrekord für Punktspiele aufgestellt der bis heute Gültigkeit besitzt.[28] Zwischen 2000 und 2004 wurde in das weite Rund des alten Stadions eine neue Arena gebaut und 2004 eingeweiht. 2010 erfolgte die Umbenennung in Red Bull Arena. Am 25. April 2011 fand das bisher letzte Derby zwischen einem Leutzscher und einem Probstheidaer Club hier statt.

### Die Erfolge
| Wettbewerb            | Chemie                              | Lokomotive                                                                           |
| --------------------- | ----------------------------------- | ------------------------------------------------------------------------------------ |
| Deutscher Meister     | 2-mal: 1951 (DFV), 1964 (DFV)       | 3-mal: 1903 (DFB), 1906 (DFB), 1913 (DFB)                                            |
| Deutscher Pokalsieger | 2-mal: 1957 1 (FDGB), 1966 (FDGB)   | 6-mal: 1936 (DFB), 1957 1 (FDGB), 1976 (FDGB), 1981 (FDGB), 1986 (FDGB), 1987 (FDGB) |
| Europacup             | 0                                   | 1-mal: 1966 UEFA Intertoto Cup                                                       |
| Sachsenpokal          | 5-mal: 1993, 1994, 1995, 2005, 2018 | 3-mal: 1996, 2021, 2023                                                              |
| Gesamt                | 9                                   | 13                                                                                   |

## Liste Leipziger Stadtderbys

### Pflichtspiele
| Nr. | Datum              | Heim                      | Ergebnis (Halbzeit)  | Auswärts                  | Wettbewerb                                                      | Zuschauer & Stadion            |
| --- | ------------------ | ------------------------- | -------------------- | ------------------------- | --------------------------------------------------------------- | ------------------------------ |
| 1   | 31. Oktober 1909   | VfB Leipzig               | 3:2 (3:1)            | FC Britannia 1899 Leipzig | Gau Nordwestsachsen 1. Klasse Abteilung A 1909/10               | Sportplatz Leipzig             |
| 2   | 02. Januar 1910    | FC Britannia 1899 Leipzig | 1:2 (1:1)            | VfB Leipzig               | Gau Nordwestsachsen 1. Klasse Abteilung A 1909/10               |                                |
| 3   | 05. September 1920 | VfB Leipzig               | 2:0 (1:0)            | FC Britannia 1899 Leipzig | Mitteldeutsche Fußballmeisterschaft 1920/21                     | 2.500 Sportplatz Leipzig       |
| 4   | 09. Januar 1921    | FC Britannia 1899 Leipzig | 0:3 (0:1)            | VfB Leipzig               | Mitteldeutsche Fußballmeisterschaft 1920/21                     | 2.000 Olympiaplatz             |
| 5   | 04. September 1921 | FC Britannia 1899 Leipzig | 2:0 (1:0)            | VfB Leipzig               | Mitteldeutsche Fußballmeisterschaft 1921/22                     | 99er                           |
| 6   | 04. Dezember 1921  | VfB Leipzig               | 4:0 (2:0)            | FC Britannia 1899 Leipzig | Mitteldeutsche Fußballmeisterschaft 1921/22                     | Sportplatz Leipzig             |
| 7   | 24. August 1922    | VfB Leipzig               | 4:1 (2:0)            | Leipziger SV 1899         | Mitteldeutsche Fußballmeisterschaft 1922/23                     | Sportplatz Leipzig             |
| 8   | 25. März 1923      | Leipziger SV 1899         | 0:2 (0:1)            | VfB Leipzig               | Mitteldeutsche Fußballmeisterschaft 1922/23                     | 99er                           |
| 9   | 06. November 1932  | Leipziger SV 1899         | 1:5 (0:2)            | VfB Leipzig               | Mitteldeutsche Fußballmeisterschaft 1932/33                     | 99er                           |
| 10  | 08. Januar 1933    | VfB Leipzig               | 5:2 (2:0)            | Leipziger SV 1899         | Mitteldeutsche Fußballmeisterschaft 1932/33                     | Probstheidaer Stadion          |
| 11  | 13. September 1936 | VfB Leipzig               | 4:0 (1:0)            | TuRa Leipzig              | Gauliga Sachsen 1936/37, 1. Spieltag                            | 12.000 Probstheidaer Stadion   |
| 12  | 7. März 1937       | TuRa Leipzig              | 2:1 (1:0)            | VfB Leipzig               | Gauliga Sachsen 1936/37, 17. Spieltag                           | 21.000                         |
| 13  | 3. Oktober 1937    | TuRa Leipzig              | 1:1 (0:1)            | VfB Leipzig               | Gauliga Sachsen 1937/38, 5. Spieltag                            | 18.000                         |
| 14  | 16. Januar 1938    | VfB Leipzig               | 2:0 (0:0)            | TuRa Leipzig              | Gauliga Sachsen 1937/38, 14. Spieltag                           | 13.000                         |
| 15  | 11. Dezember 1938  | VfB Leipzig               | 3:1 (1:1)            | TuRa 1899 Leipzig         | Gauliga Sachsen 1938/39, 9. Spieltag                            | 10.000                         |
| 16  | 19. Februar 1939   | TuRa 1899 Leipzig         | 0:2 (0:1)            | VfB Leipzig               | Gauliga Sachsen 1938/39, 19. Spieltag                           | 4.500                          |
| 17  | 22. Oktober 1939   | TuRa 1899 Leipzig         | 3:3 (2:0)            | VfB Leipzig               | Leipziger Kriegsmeisterschaft 1939, 4. Spieltag                 | 7.000                          |
| 18  | 25. Dezember 1939  | VfB Leipzig               | 4:0 (1:0)            | TuRa 1899 Leipzig         | Gauliga Sachsen 1939/40 Gruppe 1, 4. Spieltag                   |                                |
| 19  | 14. April 1940     | TuRa 1899 Leipzig         | 3:3 (1:1)            | VfB Leipzig               | Gauliga Sachsen 1939/40 Gruppe 1, 10. Spieltag                  | 6.500                          |
| 20  | 29. September 1940 | VfB Leipzig               | 0:0                  | TuRa 1899 Leipzig         | Gauliga Sachsen 1940/41, 3. Spieltag                            |                                |
| 21  | 9. März 1941       | TuRa 1899 Leipzig         | 1:6 (0:4)            | VfB Leipzig               | Gauliga Sachsen 1940/41 17. Spieltag                            |                                |
| 22  | 21. September 1941 | TuRa 1899 Leipzig         | 1:8 (1:3)            | VfB Leipzig               | Gauliga Sachsen 1941/42 4. Spieltag                             | 6.500                          |
| 23  | 25. Januar 1942    | VfB Leipzig               | 5:3 (2:1)            | TuRa 1899 Leipzig         | Gauliga Sachsen 1941/42, 12. Spieltag                           | 1.500                          |
| 24  | 19. September 1943 | VfB Leipzig               | 1:4 (0:2)            | TuRa 1899 Leipzig         | Gauliga Sachsen 1943/44, 3. Spieltag                            | 4.000                          |
| 25  | 9. Januar 1944     | TuRa 1899 Leipzig         | 0:3 (0:2)            | VfB Leipzig               | Gauliga Sachsen 1943/44, 11. Spieltag                           | 2.500                          |
| 26  | 17. September 1944 | VfB Leipzig               | 3:1 (0:1)            | KSG TuRa/SpVgg Leipzig    | Gauliga Sachsen 1944/45 Gruppe Leipzig – Staffel 1, 2. Spieltag | 2.500                          |
| 27  | 21. Januar 1945    | KSG TuRa/SpVgg Leipzig    | 3:1 (1:0)            | VfB Leipzig               | Gauliga Sachsen 1944/45 Gruppe Leipzig – Staffel 1, 8. Spieltag | 2.000                          |
| 28  | 15. September 1946 | SG Leipzig-Leutzsch       | 2:1 (0:1)            | SG Leipzig-Probstheida    | Entscheidungsspiele Stadtmeisterschaft 1945/46                  | 12.000 Karl-Enders-Sportpark   |
| 29  | 4. Januar 1948     | SG Leipzig-Probstheida    | abg. 1 (2:2)         | SG Leipzig-Leutzsch       | Stadtpokal Leipzig, 2. Runde                                    |                                |
| 30  | 12. September 1948 | SG Leipzig-Leutzsch       | 5:2 (4:1)            | SG Leipzig-Probstheida    | Bezirksklasse Nordwestsachsen 1948/49, 2. Spieltag              | 6.000                          |
| 31  | 29. November 1953  | BSG Einheit Ost Leipzig   | 1:5 (0:2)            | BSG Chemie Leipzig        | DS-Oberliga 1953/54, 12. Spieltag                               | 40.000 Bruno-Plache-Stadion    |
| 32  | 28. März 1954      | BSG Chemie Leipzig        | 2:1 (1:1)            | BSG Einheit Ost Leipzig   | DS-Oberliga 1953/54, 26. Spieltag                               | 45.000 Bruno-Plache-Stadion    |
| 33  | 31. Oktober 1954   | BSG Einheit Ost Leipzig   | 0:2 (0:2)            | SC Lokomotive Leipzig     | DS-Oberliga 1954/55, 6. Spieltag                                | 35.000 Bruno-Plache-Stadion    |
| 34  | 27. März 1955      | SC Lokomotive Leipzig     | 1:1 (0:0)            | SC Rotation Leipzig       | DS-Oberliga 1954/55, 23. Spieltag                               | 50.000 Bruno-Plache-Stadion    |
| 35  | 11. September 1955 | SC Rotation Leipzig       | 0:1 (0:0)            | SC Lokomotive Leipzig     | DS-Oberliga 1955, 3. Spieltag                                   | 30.000 Bruno-Plache-Stadion    |
| 36  | 19. Mai 1956       | SC Lokomotive Leipzig     | 2:0 (0:0)            | SC Rotation Leipzig       | DS-Oberliga 1956, 8. Spieltag                                   | 28.000 Stadion des Friedens    |
| 37  | 8. September 1956  | SC Rotation Leipzig       | 1:2 (0:1)            | SC Lokomotive Leipzig     | DS-Oberliga 1956, 18. Spieltag                                  | 100.000 Zentralstadion         |
| 38  | 7. April 1957      | SC Rotation Leipzig       | 3:2 (0:2)            | SC Lokomotive Leipzig     | DDR-Oberliga 1957, 4. Spieltag                                  | 30.000 Zentralstadion          |
| 39  | 29. September 1957 | SC Lokomotive Leipzig     | 0:0                  | SC Rotation Leipzig       | DDR-Oberliga 1957, 19. Spieltag                                 | 10.000 Stadion des Friedens    |
| 40  | 9. März 1958       | SC Lokomotive Leipzig     | 0:2 (0:0)            | SC Rotation Leipzig       | DDR-Oberliga 1958, 1. Spieltag                                  | 30.000 Stadion des Friedens    |
| 41  | 17. August 1958    | SC Rotation Leipzig       | 2:4 (2:2)            | SC Lokomotive Leipzig     | DDR-Oberliga 1958, 15. Spieltag                                 | 30.000 Bruno-Plache-Stadion    |
| 42  | 19. April 1959     | SC Lokomotive Leipzig     | 2:2 (2:0)            | SC Rotation Leipzig       | DDR-Oberliga 1959, 7. Spieltag                                  | 25.000 Stadion des Friedens    |
| 43  | 11. Oktober 1959   | SC Rotation Leipzig       | 0:0                  | SC Lokomotive Leipzig     | DDR-Oberliga 1959, 19. Spieltag                                 | 30.000 Zentralstadion          |
| 44  | 12. Juni 1960      | SC Lokomotive Leipzig     | 2:1 (0:0)            | SC Rotation Leipzig       | DDR-Oberliga 1960, 10. Spieltag                                 | 35.000 Zentralstadion          |
| 45  | 20. November 1960  | SC Rotation Leipzig       | 2:0 (1:0)            | SC Lokomotive Leipzig     | DDR-Oberliga 1960, 25. Spieltag                                 | 23.000 Zentralstadion          |
| 46  | 3. Juni 1961       | SC Lokomotive Leipzig     | 4:1 (1:0)            | SC Rotation Leipzig       | DDR-Oberliga 1961/62, 11. Spieltag                              | 18.000 Zentralstadion          |
| 47  | 29. Oktober 1961   | SC Rotation Leipzig       | 1:1 (1:0)            | SC Lokomotive Leipzig     | DDR-Oberliga 1961/62, 23. Spieltag                              | 25.000 Zentralstadion          |
| 48  | 1. April 1962      | SC Rotation Leipzig       | 2:1 (0:0)            | SC Lokomotive Leipzig     | DDR-Oberliga 1961/62, 31. Spieltag                              | 35.000 Zentralstadion          |
| 49  | 7. Oktober 1962    | SC Lokomotive Leipzig     | 2:0 (0:0)            | SC Rotation Leipzig       | DDR-Oberliga 1962/63, 8. Spieltag                               | 20.000 Zentralstadion          |
| 50  | 10. März 1963      | SC Rotation Leipzig       | 0:2 (0:2)            | SC Lokomotive Leipzig     | DDR-Oberliga 1962/63, 20. Spieltag                              | 15.000 Zentralstadion          |
| 51  | 6. Oktober 1963    | BSG Chemie Leipzig        | 3:0 (1:0)            | SC Leipzig                | DDR-Oberliga 1963/64, 6. Spieltag                               | 35.000 Zentralstadion          |
| 52  | 1. März 1964       | SC Leipzig                | 1:2 (1:1)            | BSG Chemie Leipzig        | DDR-Oberliga 1963/64, 17. Spieltag                              | 40.000 Zentralstadion          |
| 53  | 30. September 1964 | SC Leipzig                | 2:0 (0:0)            | BSG Chemie Leipzig        | Olympia-Pokal 1964/65, 3. Spieltag                              | 6.000 Zentralstadion           |
| 54  | 6. Dezember 1964   | BSG Chemie Leipzig        | 0:3 (0:1)            | SC Leipzig                | DDR-Oberliga 1964/65, 12. Spieltag                              | 20.000 Zentralstadion          |
| 55  | 2. Juni 1965       | SC Leipzig                | 1:3 (0:0)            | BSG Chemie Leipzig        | DDR-Oberliga 1963/64, 25. Spieltag                              | 30.000 Zentralstadion          |
| 56  | 18. August 1965    | BSG Chemie Leipzig        | 0:3 (0:1)            | SC Leipzig                | DDR-Oberliga 1965/66, 2. Spieltag                               | 50.000 Zentralstadion          |
| 57  | 15. Dezember 1965  | 1. FC Lokomotive Leipzig  | 1:1 (0:1)            | BSG Chemie Leipzig        | International Football Cup 1965/66, Halbfinale Hinspiel         | 10.000 Zentralstadion          |
| 58  | 19. Februar 1966   | 1. FC Lokomotive Leipzig  | 0:4 (0:1)            | BSG Chemie Leipzig        | DDR-Oberliga 1965/66, 15. Spieltag                              | 20.000 Zentralstadion          |
| 59  | 9. März 1966       | BSG Chemie Leipzig        | 0:1 (0:0)            | 1. FC Lokomotive Leipzig  | International Football Cup 1965/66, Halbfinale Rückspiel        | 25.000 Zentralstadion          |
| 60  | 19. November 1966  | BSG Chemie Leipzig        | 0:2 (0:1)            | 1. FC Lokomotive Leipzig  | DDR-Oberliga 1966/67, 12. Spieltag                              | 8.000 Zentralstadion           |
| 61  | 10. Mai 1967       | 1. FC Lokomotive Leipzig  | 3:0 (3:0)            | BSG Chemie Leipzig        | DDR-Oberliga 1966/67, 25. Spieltag                              | 25.000 Zentralstadion          |
| 62  | 14. Oktober 1967   | 1. FC Lokomotive Leipzig  | 3:1 (1:0)            | BSG Chemie Leipzig        | DDR-Oberliga 1967/68, 8. Spieltag                               | 28.000 Zentralstadion          |
| 63  | 4. Mai 1968        | BSG Chemie Leipzig        | 3:1 (2:0)            | 1. FC Lokomotive Leipzig  | DDR-Oberliga 1967/68, 21. Spieltag                              | 30.000 Zentralstadion          |
| 64  | 5. Oktober 1968    | BSG Chemie Leipzig        | 1:0 (0:0)            | 1. FC Lokomotive Leipzig  | DDR-Oberliga 1968/69, 8. Spieltag                               | 40.000 Zentralstadion          |
| 65  | 5. April 1969      | 1. FC Lokomotive Leipzig  | 0:0                  | BSG Chemie Leipzig        | DDR-Oberliga 1968/69, 21. Spieltag                              | 40.000 Zentralstadion          |
| 66  | 22. August 1970    | 1. FC Lokomotive Leipzig  | 3:0 (2:0)            | BSG Chemie Leipzig        | DDR-Oberliga 1970/71, 1. Spieltag                               | 23.000 Zentralstadion          |
| 67  | 13. März 1971      | BSG Chemie Leipzig        | 1:1 (0:0)            | 1. FC Lokomotive Leipzig  | DDR-Oberliga 1970/71, 14. Spieltag                              | 32.000 Zentralstadion          |
| 68  | 14. Oktober 1972   | BSG Chemie Leipzig        | 2:0 (2:0)            | 1. FC Lokomotive Leipzig  | DDR-Oberliga 1972/73, 5. Spieltag                               | 40.000 Zentralstadion          |
| 69  | 28. April 1973     | 1. FC Lokomotive Leipzig  | 1:0 (0:0)            | BSG Chemie Leipzig        | DDR-Oberliga 1972/73, 18. Spieltag                              | 37.000 Zentralstadion          |
| 70  | 25. August 1973    | 1. FC Lokomotive Leipzig  | 2:0 (0:0)            | BSG Chemie Leipzig        | DDR-Oberliga 1973/74, 3. Spieltag                               | 35.000 Zentralstadion          |
| 71  | 9. Februar 1974    | BSG Chemie Leipzig        | 0:0                  | 1. FC Lokomotive Leipzig  | DDR-Oberliga 1973/74, 16. Spieltag                              | 25.000 Zentralstadion          |
| 72  | 4. Mai 1974        | 1. FC Lokomotive Leipzig  | 0:2 (0:1)            | BSG Chemie Leipzig        | DFV-Toto-Sonderrunde 1973/74, 1. Spieltag                       | 7.000 Bruno-Plache-Stadion     |
| 73  | 7. Juni 1974       | BSG Chemie Leipzig        | 2:0 (0:0)            | 1. FC Lokomotive Leipzig  | DFV-Toto-Sonderrunde 1973/74, 6. Spieltag                       | 3.500 Stadion des Friedens     |
| 74  | 23. August 1975    | BSG Chemie Leipzig        | 2:3 (1:3)            | 1. FC Lokomotive Leipzig  | DDR-Oberliga 1975/76, 1. Spieltag                               | 46.000 Zentralstadion          |
| 75  | 7. Februar 1976    | 1. FC Lokomotive Leipzig  | 0:1 (0:1)            | BSG Chemie Leipzig        | DDR-Oberliga 1975/76, 14. Spieltag                              | 17.000 Zentralstadion          |
| 76  | 24. November 1979  | BSG Chemie Leipzig        | 1:5 (0:3)            | 1. FC Lokomotive Leipzig  | DDR-Oberliga 1979/80, 10. Spieltag                              | 38.000 Zentralstadion          |
| 77  | 26. April 1980     | 1. FC Lokomotive Leipzig  | 3:0 (0:0)            | BSG Chemie Leipzig        | DDR-Oberliga 1979/80, 19. Spieltag                              | 25.000 Zentralstadion          |
| 78  | 27. August 1983    | BSG Chemie Leipzig        | 0:3 (0:2)            | 1. FC Lokomotive Leipzig  | DDR-Oberliga 1983/84, 3. Spieltag                               | 30.000 Stadion des Friedens    |
| 79  | 3. März 1984       | 1. FC Lokomotive Leipzig  | 1:0 (0:0)            | BSG Chemie Leipzig        | DDR-Oberliga 1983/84, 16. Spieltag                              | 19.000 Stadion des Friedens    |
| 80  | 1. Dezember 1984   | 1. FC Lokomotive Leipzig  | 4:0 (1:0)            | BSG Chemie Leipzig        | DDR-Oberliga 1984/85, 12. Spieltag                              | 20.000 Zentralstadion          |
| 81  | 22. Mai 1985       | BSG Chemie Leipzig        | 0:1 (0:0)            | 1. FC Lokomotive Leipzig  | DDR-Oberliga 1984/85, 25. Spieltag                              | 15.000 Zentralstadion          |
| 82  | 18. August 1990    | 1. FC Lokomotive Leipzig  | 1:0 (0:0)            | FC Sachsen Leipzig        | NOFV-Oberliga 1990/91, 2. Spieltag                              | 9.500 Bruno-Plache-Stadion     |
| 83  | 2. März 1991       | FC Sachsen Leipzig        | 0:0                  | 1. FC Lokomotive Leipzig  | NOFV-Oberliga 1990/91, 15. Spieltag                             | 10.200 Georg-Schwarz-Sportpark |
| 84  | 5. Juni 1991       | FC Sachsen Leipzig        | 0:1 (0:0)            | 1. FC Lokomotive Leipzig  | Aufstiegsrunde zur 2. Bundesliga 1990/91, 1. Gruppenspieltag    | 11.750 Georg-Schwarz-Sportpark |
| 85  | 15. Juni 1991      | 1. FC Lokomotive Leipzig  | 4:0 (2:0)            | FC Sachsen Leipzig        | Aufstiegsrunde zur 2. Bundesliga 1990/91, 4. Gruppenspieltag    | 3.000 Bruno-Plache-Stadion     |
| 86  | 13. Dezember 1998  | FC Sachsen Leipzig        | 3:3 (2:1)            | VfB Leipzig               | Regionalliga Nordost 1998/99, 17. Spieltag                      | 10.125 Alfred-Kunze-Sportpark  |
| 87  | 15. Mai 1999       | VfB Leipzig               | 5:0 (2:0)            | FC Sachsen Leipzig        | Regionalliga Nordost 1998/99, 34. Spieltag                      | 7.200 Bruno-Plache-Stadion     |
| 88  | 25. September 1999 | FC Sachsen Leipzig        | 2:0 (0:0)            | VfB Leipzig               | Regionalliga Nordost 1999/00, 9. Spieltag                       | 10.784 Alfred-Kunze-Sportpark  |
| 89  | 12. März 2000      | VfB Leipzig               | 1:0 (1:0)            | FC Sachsen Leipzig        | Sachsenpokal 1999/00, Halbfinale                                | 6.100 Bruno-Plache-Stadion     |
| 90  | 2. April 2000      | VfB Leipzig               | 0:1 (0:0)            | FC Sachsen Leipzig        | Regionalliga Nordost 1999/00, 24. Spieltag                      | 10.250 Bruno-Plache-Stadion    |
| 91  | 6. Oktober 2001    | VfB Leipzig               | 1:1 (0:0)            | FC Sachsen Leipzig        | NOFV-Oberliga 2001/02, 9. Spieltag                              | 7.400 Bruno-Plache-Stadion     |
| 92  | 30. März 2002      | FC Sachsen Leipzig        | 0:1 (0:1)            | VfB Leipzig               | NOFV-Oberliga 2001/02, 26. Spieltag                             | 8.100 Alfred-Kunze-Sportpark   |
| 93  | 12. Oktober 2002   | FC Sachsen Leipzig        | 1:0 (0:0)            | VfB Leipzig               | NOFV-Oberliga 2002/03, 9. Spieltag                              | 8.062 Alfred-Kunze-Sportpark   |
| 94  | 5. April 2003      | VfB Leipzig               | 0:3 (0:0)            | FC Sachsen Leipzig        | NOFV-Oberliga 2002/03, 26. Spieltag                             | 7.334 Bruno-Plache-Stadion     |
| 95  | 14. Dezember 2003  | VfB Leipzig               | 1:2 (1:1)            | FC Sachsen Leipzig        | Sachsenpokal 2003/04, Viertelfinale                             | 4.700 Bruno-Plache-Stadion     |
| 96  | 23. August 2009    | FC Sachsen Leipzig        | 0:0                  | 1. FC Lokomotive Leipzig  | NOFV-Oberliga 2009/10, 3. Spieltag                              | 14.986 Zentralstadion          |
| 97  | 5. April 2010      | 1. FC Lokomotive Leipzig  | 0:0                  | FC Sachsen Leipzig        | NOFV-Oberliga 2009/10, 18. Spieltag                             | 12.549 Zentralstadion          |
| 98  | 6. Februar 2011    | 1. FC Lokomotive Leipzig  | 2:0 (1:0)            | FC Sachsen Leipzig        | NOFV-Oberliga 2010/11, 1. Spieltag                              | 10.600 Red Bull Arena          |
| 99  | 25. April 2011     | FC Sachsen Leipzig        | 2:0 (1:0)            | 1. FC Lokomotive Leipzig  | NOFV-Oberliga 2010/11, 16. Spieltag                             | 8.451 Red Bull Arena           |
| 100 | 13. November 2016  | BSG Chemie Leipzig        | 0:1 (0:0, 0:0) n. V. | 1. FC Lokomotive Leipzig  | Sachsenpokal 2016/17, Viertelfinale                             | 4.999 Alfred-Kunze-Sportpark   |
| 101 | 29. Juli 2017      | BSG Chemie Leipzig        | 0:1 (0:1)            | 1. FC Lokomotive Leipzig  | Regionalliga Nordost 2017/18, 1. Spieltag                       | 4.999 Alfred-Kunze-Sportpark   |
| 102 | 22. November 2017  | 1. FC Lokomotive Leipzig  | 0:0                  | BSG Chemie Leipzig        | Regionalliga Nordost 2017/18, 18. Spieltag                      | 6.381 Bruno-Plache-Stadion     |
| 103 | 15. Dezember 2018  | BSG Chemie Leipzig        | 0:1 (0:0)            | 1. FC Lokomotive Leipzig  | Sachsenpokal 2018/19, Viertelfinale                             | 4.500 Alfred-Kunze-Sportpark   |
| 104 | 6. Oktober 2019    | BSG Chemie Leipzig        | 2:0 (1:0)            | 1. FC Lokomotive Leipzig  | Regionalliga Nordost 2019/20, 11. Spieltag 2                    | 4.999 Alfred-Kunze-Sportpark   |
| 105 | 21. November 2021  | 1. FC Lokomotive Leipzig  | 1:0 (0:0)            | BSG Chemie Leipzig        | Regionalliga Nordost 2021/22, 18. Spieltag                      | 4.764 Bruno-Plache-Stadion     |
| 106 | 7. Mai 2022        | BSG Chemie Leipzig        | 2:1 (1:0)            | 1. FC Lokomotive Leipzig  | Regionalliga Nordost 2021/22, 37. Spieltag                      | 4.999 Alfred-Kunze-Sportpark   |
| 107 | 25. September 2022 | BSG Chemie Leipzig        | 0:0 n. V. 7:8 i. E.  | 1. FC Lokomotive Leipzig  | Sachsenpokal 2022/23, 3. Runde                                  | 4.999 Alfred-Kunze-Sportpark   |
| 108 | 16. Oktober 2022   | 1. FC Lokomotive Leipzig  | 3:0 (1:0)            | BSG Chemie Leipzig        | Regionalliga Nordost 2022/23, 9. Spieltag                       | 6.730 Bruno-Plache-Stadion     |
| 109 | 2. April 2023      | BSG Chemie Leipzig        | 0:0                  | 1. FC Lokomotive Leipzig  | Regionalliga Nordost 2022/23, 26. Spieltag                      | 4.999 Alfred-Kunze-Sportpark   |
| 110 | 26. November 2023  | BSG Chemie Leipzig        | 1:1 (1:1)            | 1. FC Lokomotive Leipzig  | Regionalliga Nordost 2023/24, 15. Spieltag                      | 4.999 Alfred-Kunze-Sportpark   |
| 111 | 5. Mai 2024        | 1. FC Lokomotive Leipzig  | 0:2 (0:2)            | BSG Chemie Leipzig        | Regionalliga Nordost 2023/24, 32. Spieltag                      | 10.700 Bruno-Plache-Stadion    |
| 112 | 6. Oktober 2024    | 1. FC Lokomotive Leipzig  | 2:0 (1:0)            | BSG Chemie Leipzig        | Regionalliga Nordost 2024/25, 11. Spieltag                      | 10.503 Bruno-Plache-Stadion    |
| 113 | 23. März 2025      | BSG Chemie Leipzig        | 1:4 (0:1)            | 1. FC Lokomotive Leipzig  | Sachsenpokal 2024/25, Viertelfinale                             | 4.999 Alfred-Kunze-Sportpark   |
| 114 | 6. April 2025      | BSG Chemie Leipzig        | 0:3 (0:1)            | 1. FC Lokomotive Leipzig  | Regionalliga Nordost 2024/25, 28. Spieltag                      | Alfred-Kunze-Sportpark         |

### Statistik Pflichtspiele
Stand 6. Februar 2025
| Wettbewerb                                        | Spiele | Siege BSG Chemie | Unentschieden | Siege Lokomotive | Tore    |
| ------------------------------------------------- | ------ | ---------------- | ------------- | ---------------- | ------- |
| Mitteldeutsche Fußballmeisterschaft (1909 – 1933) | 10     | 1                | 0             | 9                | 09:30   |
| Gauliga Sachsen (1933 – 1945)                     | 17     | 3                | 4             | 10               | 23:50   |
| Stadtmeisterschaft (1946)                         | 1      | 1                | 0             | 0                | 2:1     |
| Stadtpokal Leipzig (1948)                         | 1      | 01               | 0             | 0                | 02:2 1  |
| Bezirksklasse Nordwestsachsen (1948)              | 1      | 1                | 0             | 0                | 5:2     |
| DDR-Oberliga (1953 – 1991)                        | 48     | 19               | 9             | 20               | 59:65   |
| Olympia-Pokal (1964)                              | 1      | 0                | 0             | 1                | 0:2     |
| International Football Cup (1965/66)              | 2      | 0                | 1             | 1                | 1:2     |
| DFV-Toto-Sonderrunde (1974)                       | 2      | 2                | 0             | 0                | 4:0     |
| Aufstiegsrunde zur 2. Bundesliga (1990/91)        | 2      | 0                | 0             | 2                | 0:5     |
| Regionalliga Nordost (1998 – 2000 & seit 2017)    | 14     | 5                | 4             | 5                | 13:17   |
| Sachsenpokal (2000, 2003, 2016, 2018 & 2022)      | 5      | 1                | 01 2          | 3                | 2:4     |
| Oberliga Nordost (2001 – 2003 & 2009 – 2011)      | 8      | 3                | 3             | 2                | 7:4     |
| Gesamt                                            | 112    | 37               | 22            | 53               | 127:184 |

### Testspiele
(Die Liste hat keinen Anspruch auf Vollständigkeit)
| Datum              | Heim                      | Ergebnis | Auswärts                  | Wettbewerb                              | Zuschauer & Stadion                  |
| ------------------ | ------------------------- | -------- | ------------------------- | --------------------------------------- | ------------------------------------ |
| 08. November 1908  | VfB Leipzig               | 5:3      | FC Britannia 1899 Leipzig | Freundschaftsspiel                      |                                      |
| 26. Dezember 1915  | VfB Leipzig               | 10:1     | FC Britannia 1899 Leipzig | Freundschaftsspiel                      |                                      |
| 24. Mai 1916       | FC Britannia 1899 Leipzig | 2:1      | VfB Leipzig               | Freundschaftsspiel                      |                                      |
| 06. September 1922 | Leipziger SV 1899         | 1:1      | VfB Leipzig               | Freundschaftsspiel                      |                                      |
| 29. Mai 1929       | Leipziger SV 1899         | 1:3      | VfB Leipzig               | Freundschaftsspiel                      |                                      |
| 21. November 1934  | Leipziger SV 1899         | 1:1      | VfB Leipzig               | Freundschaftsspiel                      |                                      |
| 17. März 1935      | TuRa Leipzig              | 2:1      | VfB Leipzig               | Freundschaftsspiel                      | 8.000                                |
| 25. Mai 1935       | VfB Leipzig               | 0:0      | TuRa Leipzig              | Viererturnier des SC Wacker Leipzig     | 8.000 Wacker Stadion                 |
| 29. Dezember 1935  | Leipziger SV 1899         | 3:2      | VfB Leipzig               | Freundschaftsspiel                      |                                      |
| 28. Februar 1937   | VfB Leipzig               | 3:1      | Leipziger SV 1899         | Freundschaftsspiel                      |                                      |
| 9. Mai 1937        | VfB Leipzig               | 3:0      | TuRa Leipzig              | Freundschaftsspiel                      | 5.000                                |
| 05. Dezember 1937  | Leipziger SV 1899         | 1:3      | VfB Leipzig               | Freundschaftsspiel                      |                                      |
| 24. Juni 1938      | VfB Leipzig               | 2:2      | TuRa Leipzig              | Freundschaftsspiel                      | 12.000                               |
| 28. August 1938    | TuRa Leipzig              | 2:5      | VfB Leipzig               | Freundschaftsspiel                      | 6.000                                |
| 20. August 1939    | TuRa 1899 Leipzig         | 1:6      | VfB Leipzig               | Freundschaftsspiel                      |                                      |
| 2. November 1941   | TuRa 1899 Leipzig         | 2:3      | VfB Leipzig               | Freundschaftsspiel                      |                                      |
| 21. Juni 1942      | VfB Leipzig               | 1:6      | TuRa 1899 Leipzig         | Jubiläumsturnier des FC Fortuna Leipzig |                                      |
| 14. März 1943      | VfB Leipzig               | 2:5      | TuRa 1899 Leipzig         | Freundschaftsspiel                      | 300                                  |
| 13. Juni 1943      | TuRa 1899 Leipzig         | 6:3      | VfB Leipzig               | Pfingstturnier TuRa                     |                                      |
| 24. März 1946      | SG Leipzig-Probstheida    | 0:2      | SG Leipzig-Leutzsch       | Freundschaftsspiel                      | 2.000                                |
| 26. Mai 1946       | SG Leipzig-Leutzsch       | 3:4      | SG Leipzig-Probstheida    | Freundschaftsspiel                      |                                      |
| 21. September 1947 | SG Leipzig-Leutzsch       | 4:1      | SG Leipzig-Probstheida    | Freundschaftsspiel                      |                                      |
| 20. Juni 1948      | SG Leipzig-Leutzsch       | 1:1      | SG Leipzig-Probstheida    | Pokalturnier der SG Stötteritz          |                                      |
| 26. Dezember 1949  | ZSG Industrie Leipzig     | 1:3      | BSG Erich Zeigner Leipzig | Freundschaftsspiel                      | 6.000                                |
| 26. Dezember 1949  | BSG Erich Zeigner Leipzig | 5:2      | ZSG Industrie Leipzig     | Freundschaftsspiel                      |                                      |
| 01. November 1951  | BSG Einheit Ost Leipzig   | 1:0      | BSG Chemie Leipzig        | Freundschaftsspiel                      | 50.000 Bruno-Plache-Stadion          |
| 4. Januar 1953     | BSG Einheit Ost Leipzig   | 0:2      | BSG Chemie Leipzig        | Freundschaftsspiel                      | 10.000 Bruno-Plache-Stadion          |
| 10. Oktober 1958   | SC Rotation Leipzig       | 2:1      | SC Lokomotive Leipzig     | Freundschaftsspiel                      | 2.500 Messehalle 2                   |
| Herbst 1978        | 1. FC Lokomotive Leipzig  | 2:1      | BSG Chemie Leipzig        | Geheim gehaltenes Spiel                 | Ohne Zuschauer, Bruno-Plache-Stadion |
| Sommer 1981        | BSG Chemie Leipzig        | 1:2      | 1. FC Lokomotive Leipzig  | Freundschaftsspiel                      | 8.200 Zentralstadion                 |
| 18. Januar 1986    | BSG Chemie Leipzig        | 1:3      | 1. FC Lokomotive Leipzig  | Freundschaftsspiel                      | 2.500                                |

### Pflichtspiele gegen „zweite“ Teams
(Die Liste hat keinen Anspruch auf Vollständigkeit)
| Datum             | Heim                        | Ergebnis | Auswärts                    | Wettbewerb                                       | Zuschauer & Stadion          |
| ----------------- | --------------------------- | -------- | --------------------------- | ------------------------------------------------ | ---------------------------- |
| 1. September 1974 | 1. FC Lokomotive Leipzig II | 4:5      | BSG Chemie Leipzig I        | FDGB-Pokal 1974/75, 1. Hauptrunde                | 3.000 Stadion des Friedens   |
| 1. Dezember 1974  | 1. FC Lokomotive Leipzig II | 1:2      | BSG Chemie Leipzig I        | DDR-Fußball-Liga Staffel C 1974/75, 11. Spieltag | 5.500 Stadion des Friedens   |
| 26. April 1975    | BSG Chemie Leipzig I        | 3:1      | 1. FC Lokomotive Leipzig II | DDR-Fußball-Liga Staffel C 1974/75, 22. Spieltag | 5.000                        |
| 1992/93           | FC Sachsen Leipzig I        | 3:1      | VfB Leipzig II              | Sachsenpokal 1992/93, Viertelfinale              | Alfred-Kunze-Sportpark       |
| 14. Oktober 2007  | FC Sachsen Leipzig II       | 1:3      | 1. FC Lokomotive Leipzig I  | Sachsenliga 2007/08, 4. Spieltag                 | 12.150 Zentralstadion        |
| 16. März 2008     | 1. FC Lokomotive Leipzig I  | 0:0      | FC Sachsen Leipzig II       | Sachsenliga 2007/08, 19. Spieltag                | 9.895 Zentralstadion         |
| 2. April 2014     | BSG Chemie Leipzig I        | 0:1      | 1. FC Lokomotive Leipzig II | Landesklasse 2013/14, 3. Spieltag                | 1.635 Alfred-Kunze-Sportpark |
| 14. Mai 2014      | 1. FC Lokomotive Leipzig II | 1:0      | BSG Chemie Leipzig I        | Landesklasse 2013/14, 16. Spieltag               | 1.444 Bruno-Plache-Stadion   |

### Weitere Leipziger Derbys
(Die Liste enthält nur eine Auswahl)

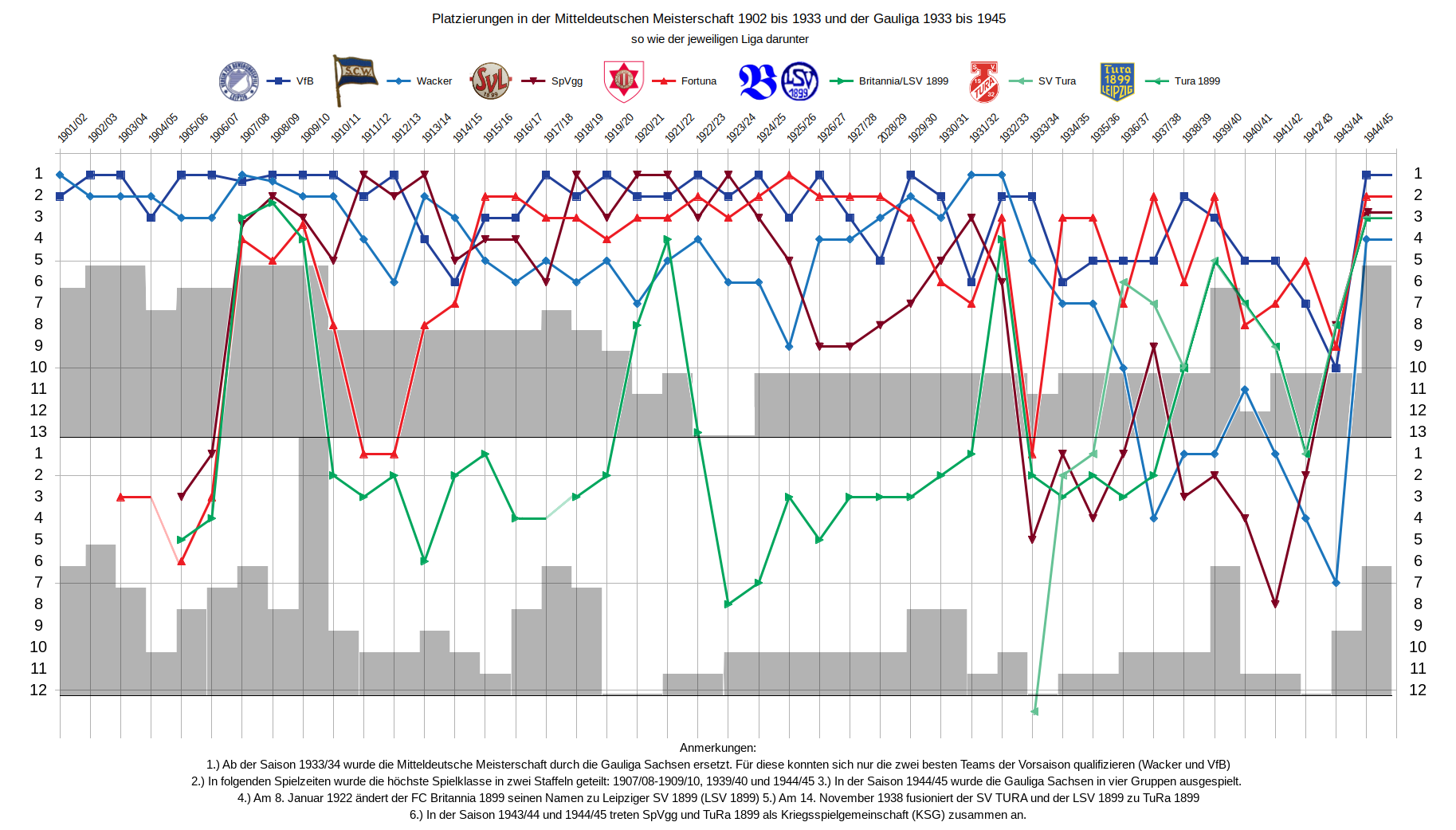
Diagramm mit Platzierungen wichtiger Leipziger Clubs in der Mitteldeutschen Meisterschaft und der Gauliga Sachsen zwischen 1901 und 1945

Neben der Kontinuität Leutzsch vs. Probstheida, mit ihren jeweils existierenden Vereinen, gab und gibt es noch weitere „Ortsderbys“, welche zu ihrer jeweiligen Epoche von Bedeutung sind. Dabei sind drei Phasen mit jeweils nur in dieser Zeitspanne relevanten Vereinen festzustellen. Phase I beinhaltet die Zeit um die Gründung des DFB 1900 in Leipzig bis 1945. In dieser waren vor allem die Duelle der vier sportlich erfolgreichsten Vereine: VfB, Fortuna, SpVgg und Wacker, welche alle mindestens einmal das Viertelfinale um die Deutsche Meisterschaft erreichten, so wie ab den 1930ern Tura von typischer Derby-Atmosphäre geprägt. Die genannten Clubs verfügten auch alle spätestens ab den frühen 1920ern über große Stadien, welche zwischen 20.000 und 60.000 Zuschauer fassen konnten. „Besonders die vielen Ortsderbys in Leipzig waren unvergessene Höhepunkte in der Fußballgeschichte der Stadt“ Phase zwei umfasst die Jahre während der Teilung Deutschlands von 1945 bis 1990. Die Clubs wurden aufgelöst und teilweise unter anderem Namen neugegründet. Außerdem entstanden von der Sportpolitik künstlich geschaffene „Erfolgsmodelle“ wie beispielsweise Vorwärts Leipzig – ein Club, der den Platzhirschen aus Leutzsch und Probstheida zum Entsetzen der Bevölkerung die besten Spieler wegnahm, dessen erste Inkarnation aber während (!) der Saison 1952/1953 nach Berlin delegiert wurde. Phase drei beinhaltet die Zeit seit der Wiedervereinigung bis zum Jahre 2022. Mit RB Leipzig wiederholte sich ein Stück weit die Geschichte, dass ein Verein künstlich geschaffen und einfach in eine sportlich noch nicht erreichte Liga „gesetzt“ wurde. Waren es zu „Ostzeiten“ noch Partei- und Sportfunktionäre, sollten nun Unternehmer die treibenden Kräfte sein. Außerdem fällt hierein auch die bemerkenswerte Zeit der Leutzscher Teilung von 2008 bis 2014 mit einigen Derbys, welche Leipzig in 100 Jahren Fußballgeschichte so auch noch nicht erlebt hatte.
Phase I – 1900 bis 1945
| Datum              | Heim                      | Ergebnis  | Auswärts                  | Wettbewerb                                             | Zuschauer & Stadion               | Besonderheit |
| ------------------ | ------------------------- | --------- | ------------------------- | ------------------------------------------------------ | --------------------------------- | --- |
| 10. März 1901      | FC Wacker Leipzig 1895    | 1:3       | VfB Leipzig               | Freundschaftsspiel                                     | 500 Sportplatz Leipzig            | 20 Pfennig Eintritt bei Vorlage der Mitgliedskarte                                                                                              |
| 27. November 1905  | VfB Leipzig               | ?:?       | Wacker Leipzig 1895       | Mitteldeutsche Fußballmeisterschaft 1905/06            | 2.000 Sportplatz Leipzig          | Bisher stärkstbesuchtes Fußballspiel in Leipzig                                                                                                 |
| 03. July 1910      | FC Britannia 1899 Leipzig | 3:5 n. V. | SV Fortuna 02 Leipzig     | Mitteldeutsche Fußballmeisterschaft 1909/10            | Olympiaplatz                      | Entscheidungsspiel um den Klassenerhalt |
| 30. März 1913      | VfB Leipzig               | 2:1       | SpVgg Leipzig 1899        | Halbfinale Mitteldeutsche Fußballmeisterschaft 1912/13 | 10.000 Olympiaplatz               | VfB Leipzig wird Deutscher Fußballmeister |
| 26. April 1914     | SpVgg Leipzig 1899        | 2:1       | VfB Leipzig               | Finale Mitteldeutsche Fußballmeisterschaft 1913/14     | 10.000 Sportfreundepark Connewitz | SpVgg erreicht Viertel-, VfB Finale der Deutschen Fußballmeisterschaft                                                                          |
| 16. Januar 1921    | VfB Leipzig               | 2:1       | SpVgg Leipzig 1899        | Mitteldeutsche Fußballmeisterschaft 1920/21            | 10.000 Sportplatz Leipzig         | SpVgg galt als „Meisterschaftskandidat Nummer eins“                                                                                             |
| 30. Januar 1921    | SpVgg Leipzig 1899        | 3:0       | FC Britannia 1899 Leipzig | Mitteldeutsche Fußballmeisterschaft 1920/21            | 2.500 Karl-Enders-Sportpark       | SpVgg besiegt wenige Tage zuvor den unbesiegten ungarischen Meister MTK Budapest                                                                |
| 15. Oktober 1922   | SpVgg Leipzig 1899        | o:0       | VfB Leipzig               | Mitteldeutsche Fußballmeisterschaft 1922/23            | 12.000 Karl-Enders-Sportpark      | |
| 7. Januar 1923     | SV Fortuna 02 Leipzig     | 2:1       | VfB Leipzig               | Mitteldeutsche Fußballmeisterschaft 1922/23            | 13.000 Fortuna-Sportpark          | Fortuna zementiert Beinamen „ewiger Zweiter“ |
| 15. Februar 1925   | VfB Leipzig               | o:0       | SpVgg Leipzig 1899        | Mitteldeutsche Fußballmeisterschaft 1924/25            | 18.000 Bruno-Plache-Stadion       | Jene 18.000 Zuschauer, die am 15. Februar 1925 den VfB gegen die Spielvereinigung sahen, bedeuteten einen neuen Rekord für ein VMBV-Punktspiel. |
| 1930               | FC Wacker Leipzig 1895    | 0:2       | SV Fortuna 02 Leipzig     | Mitteldeutsche Fußballmeisterschaft 1929/30            | Wackerpark                        | Wacker schießt Elfer an den Pfosten |
| 27. April 1930     | FC Wacker Leipzig 1895    | 1:2       | VfB Leipzig               | Pokalendspiel Mitteldeutscher Fußballpokal             | 11.000 Fortuna-Sportpark          | „Pokalfieber […] ein Sonderwagen nach dem anderen rollte gen Paunsdorf“                                                                         |
| 22. November 1931  | VfB Leipzig               | 1:3       | FC Wacker Leipzig 1895    | Mitteldeutsche Fußballmeisterschaft 1931/32            | Probstheidaer Stadion             | „Tumulte nach dem Spiel mit tätlichen Angriff gegen SR Denkewitz. Vereinsordner waren nicht vorhanden.“                                         |
| 22. Dezember 1935  | Leipziger SV 1899         | 2:1       | SV Tura Leipzig 1932      | Bezirksklasse Leipzig 1935/36                          | 12.000 99er                       | Beide Vereine sollten drei Jahre später fusionieren                                                                                             |
| 26. Dezember 1935  | SV Fortuna 02 Leipzig     | 4:1       | VfB Leipzig               | Gauliga Sachsen 1935/36                                | Fortuna-Sportpark                 | „Fortuna und VfB lieferten sich über viele Jahre hinweg packende Duelle vor großer Kulisse.“                                                    |
| 9. Februar 1936    | SV Tura Leipzig 1932      | 2:1       | Leipziger SV 1899         | Bezirksklasse Leipzig 1935/36                          | 20.000 Sportpark-Leutzsch         | Extrem hohe Zuschauerzahl, nicht nur für ein Spiel der zweiten Ebene                                                                            |
| 26. September 1937 | SpVgg Leipzig 1899        | 1:1       | SV Tura Leipzig 1932      | Gauliga Sachsen 1937/38                                | 18.000 Karl-Enders-Sportpark      | Derby der aneinandergrenzenden Ortsteile Neulindenau und Leutzsch                                                                               |
| 30. Januar 1938    | SV Fortuna 02 Leipzig     | 5:2       | SV Tura Leipzig 1932      | Gauliga Sachsen 1937/38                                | 10.000 Fortuna-Sportpark          | „…die Gegner […] ritten wechselweise schnittige Attacken und schufen dadurch die rechte >Großkampfstimmung<…“                                   |

Diagramm zu Ligahöhe, Platzierungen und Delegierungen von Vorwärts Leipzig zwischen 1951 und 1991

Phase 2 – 1945 bis 1990: Alle Bürgerlichen Fußballvereine wurden 1945 aufgelöst.
- Die hier vorkommenden Nachfolger des VfB Leipzig heißen: SC Rotation Leipzig, SC Leipzig und 1. FC Lokomotive Leipzig
- Im Fall von TuRa Leipzig: BSG Chemie Leipzig, SC Lokomotive Leipzig und BSG Chemie Leipzig West
- Fortuna Leipzig firmiert jetzt unter dem Namen: BSG Lokomotive Leipzig-Ost
- Der Verein Vorwärts Leipzig ist eine Neugründung, welcher das Spielrecht der höchsten Liga vom „Präsidium der Sektion Fußball der DDR“ aus ideologischen Gründen erhielt[66]
- Zu beachten ist: Während der Zeit von 1954 bis 1963 spielte die neugegründete SC Lokomotive mit dem Spielrecht der BSG Chemie in der DDR-Oberliga, während die BSG auf Bezirks und Kreisklassen Ebene antreten musste.[67]

| Datum              | Heim                        | Ergebnis | Auswärts                    | Wettbewerb                                  | Zuschauer & Stadion                             | Besonderheit |
| ------------------ | --------------------------- | -------- | --------------------------- | ------------------------------------------- | ----------------------------------------------- | --- |
| 9. September 1951  | SV VP Vorwärts Leipzig      | 0:3      | BSG Chemie Leipzig          | DDR-Oberliga 1951/52, 12. Spieltag          | 18.000 Vorwärts-Stadion                         | Vorwärts startet ohne sportliche Qualifikation in der höchsten Spielklasse                                                                                               |
| 16. März 1952      | BSG Chemie Leipzig          | 2:1      | SV VP Vorwärts Leipzig      | DDR-Oberliga 1951/52, 30. Spieltag          | 45.000 Bruno-Plache-Stadion                     | „Muss aufgrund der riesigen Nachfrage ins größere Bruno-Plache-Stadion verlegt werden“                                                                                   |
| 14. Dezember 1952  | SV Vorwärts der KVP Leipzig | 0:1      | BSG Chemie Leipzig          | DDR-Oberliga 1952/53, 16. Spieltag          | 20.000 Vorwärts-Stadion                         | „Die ehemaligen Chemie-Spieler hatten nun nicht mehr Zehntausende hinter, sondern gegen sich.“                                                                           |
| 1. Februar 1953    | BSG Chemie Leipzig          | 2:1      | SV Vorwärts der KVP Leipzig | DDR-Oberliga 1952/53, 33. Spieltag          | 30.000 Bruno-Plache-Stadion                     | Insgesamt sieben Chemie Spieler werden bis zum 23.12.1952 zum Übertritt zu Vorwärts „bearbeitet und weichgeklopft“                                                       |
| 16. Oktober 1955   | SC Vorwärts Leipzig         | 3:1      | BSG Chemie Leipzig West     | Bezirksklasse, Staffel 1 1955, 7. Spieltag  | Vorwärts-Stadion                                | In der „Übergangs-Saison 1955“ gab es keine Rückspiele |
| 19. April 1956     | BSG Chemie Leipzig West     | 3:1      | SC Vorwärts Leipzig         | Bezirksklasse, Staffel 1 1956, 4. Spieltag  | Georg-Schwarz-Sportpark                         | Ab dem Jahr 1956 und bis 1960 wurde die Serie nach dem Kalenderjahr ausgespielt                                                                                          |
| 16. September 1956 | SC Vorwärts Leipzig         | 2:4      | BSG Chemie Leipzig West     | Bezirksklasse, Staffel 1 1956, 17. Spieltag | Vorwärts-Stadion                                | |
| 24. April 1960     | SC Rotation Leipzig         | 0:2      | ASK Vorwärts Leipzig        | FDGB-Pokal 1960, 2. Hauptrunde              | 3.000 Sportanlage Gießereistraße, Ferdinandshof | Spiel an neutralem Ort in Ferdinandshof, Kreis Ückermünde |
| 1962               | BSG Chemie Leipzig          | 2:6      | SC Lokomotive Leipzig       | FDGB-Pokal                                  | 5.000 Georg-Schwarz-Sportpark                   | Einziges Pflichtspiel zwischen der „verbannten“ BSG gegen ihren Oberliga „Nachfolger“.                                                                                   |
| 10. Mai 1963       | BSG Chemie Leipzig          | 1:7      | SC Lokomotive Leipzig       | Freundschaftsspiel                          | 3.000 Georg-Schwarz-Sportpark                   | Letztes Spiel vor der Rückgabe des Oberliga Spielrechts vom SC Lok zur BSG Chemie. Auf den Tag genau ein Jahr später wird Chemie Meister!                                |
| 16. Juni 1963      | ASK Vorwärts Leipzig        | 1:3      | SC Leipzig                  | Freundschaftsspiel                          | 12.000 Zentralstadion                           | Turnfest Bewerbung: „Vorwärts zum IV. Deutschen Turn- und Sportfest vom 1.-4. August 1963“.                                                                              |
| 1. November 1964   | ASG Vorwärts Leipzig        | 0:4      | SC Leipzig                  | FDGB-Pokal 1964/65, 2. Hauptrunde           | 4.000 Stadion des Friedens                      | |
| 31. August 1969    | ASV Vorwärts Leipzig        | 0:4      | 1. FC Lokomotive Leipzig    | DDR-Liga 1969/70                            | 12.000 Vorwärts-Stadion                         | „Der 1.FC Lok beherrschte den Gastgeber überraschend klar“ |
| 26. März 1970      | 1. FC Lokomotive Leipzig    | 5:0      | ASV Vorwärts Leipzig        | DDR-Liga 1969/70                            | 6.500 Bruno-Plache-Stadion                      | Lok steigt direkt wieder in die DDR-Oberliga auf, Vorwärts steigt in die Bezirksliga ab                                                                                  |
| 5. September 1971  | BSG Chemie Leipzig          | 2:0      | BSG Lokomotive Leipzig-Ost  | DDR-Liga 1971/72, 2. Spieltag               | 8.500 Georg-Schwarz-Sportpark                   | |
| 19. September 1971 | BSG Chemie Leipzig          | 0:1      | ASV Vorwärts Leipzig        | DDR-Liga 1971/72, 4. Spieltag               | 12.000 Georg-Schwarz-Sportpark                  | Ein Teil der 12 000 Zuschauer randalierte nach dem Ortsderby [...] Schließlich ging die Transportpolizei rustikal gegen Fans vor.                                        |
| 5. Dezember 1971   | BSG Lokomotive Leipzig-Ost  | 1:4      | BSG Chemie Leipzig          | DDR-Liga 1971/72, 13. Spieltag              | 5.000 Erich-Steinfurth-Stadion                  | |
| 5. März 1972       | ASV Vorwärts Leipzig        | 1:2      | BSG Chemie Leipzig          | DDR-Liga 1971/72, 15. Spieltag              | 14.000 Stadion des Friedens                     | „Tragen Sie durch ein sportlich faires Verhalten mit dazu bei, dass das heutige Ortsderby als eine würdige Veranstaltung unserer sozialistischen Sportbewegung abläuft.“ |
| 1982               | TSG Chemie Markkleeberg     | 0:1      | BSG Chemie Leipzig          | DDR-Liga, Staffel C 1982/83, 9. Spieltag    | 20.000 Stadion des Friedens                     | „20.000 bei einem Ligaspiel – die Oberliga staunte!“ |
| 1983               | BSG Chemie Leipzig          | 4:1      | TSG Chemie Markkleeberg     | DDR-Liga, Staffel C 1982/83, 9. Spieltag    | 13.500                                          | |
| 22. November 1987  | TSG Markkleeberg            | 1:2      | BSG Chemie Leipzig          | DDR-Liga, Staffel B 1987/88, 15. Spieltag   | 3.300 Stadion des Friedens                      | |
| 15. Mai 1988       | BSG Chemie Leipzig          | 3:1      | TSG Markkleeberg            | DDR-Liga, Staffel B 1987/88, 32. Spieltag   | 2.300                                           | |

Phase 3 – 1990 bis 2022: Mit der Wiedervereinigung änderten die Vereine wieder ihre Namen (In Klammern Jahreszahl bei Neugründung)
- Die hier vorkommenden Nachfolger des 1. FC Lokomotive Leipzig heißen: 1. FC Lokomotive Leipzig (2003) und 1. Fußballclub Lokomotive Leipzig, Verein für Bewegungsspiele e.V.[91]
- Im Fall der BSG Chemie Leipzig: FC Sachsen Leipzig, BSG Chemie Leipzig (1997), SG Leipzig-Leutzsch (2011)
- Aus der TSG Chemie Markkleeberg hat sich der 1. FC Markkleeberg gegründet
- Der Verein RB Leipzig ist eine Neugründung, welcher 2009 das Spielrecht für die fünften Liga vom SSV Markranstädt abkaufte.[92]
- Der Verein Roter Stern Leipzig ist ein 1999 gegründeter Club, welcher ganz normal in der untersten, damals 11. Liga startete[93]
- Zu beachten ist: Während der Zeit von 2008 bis 2014 sahen sich sowohl der FC Sachsen/SG Leipzig-Leutzsch als auch die BSG Chemie als „der“ Leutzscher Verein.[94]

| Datum              | Heim                     | Ergebnis | Auswärts                 | Wettbewerb                                       | Zuschauer & Stadion           | Besonderheit |
| ------------------ | ------------------------ | -------- | ------------------------ | ------------------------------------------------ | ----------------------------- | --- |
| 1992               | FC Sachsen Leipzig       | 0:0      | 1. FC Markkleeberg       | NOFV-Oberliga 1992/93, Staffel Süd, 12. Spieltag | 11.000 Alfred-Kunze-Sportpark | „Das große Derby gegen Markkleeberg war im Vorfeld so richtig angeheizt worden […] Extraprämie von 20.000 Mark für die Randleipziger…“ |
| 1993               | 1. FC Markkleeberg       | 0:0      | FC Sachsen Leipzig       | NOFV-Oberliga 1992/93, Staffel Süd, 28. Spieltag | 7.200 Zentralsportpark        | „Bei den Spitzenspielen im Nordost-Verband sollen künftig nur noch Schiedsrichter aus den neuen Ländern eingesetzt werden.“            |
| 6. September 2009  | FC Sachsen Leipzig       | 1:3      | RB Leipzig               | Sachsenpokal 2009/10, Achtelfinale               | 6.159 Zentralstadion          | RB Leipzig bestreitet sein erstes Spiel im späteren Heimstadion                                                                        |
| 27. September 2009 | RB Leipzig               | 3:0      | 1. FC Lokomotive Leipzig | NOFV-Oberliga 2009/10, 7. Spieltag               | 11.486 Zentralstadion         | In der Saison kam es zu insgesamt 7 Duellen zwischen Lok, FCS und RBL, alle wurden ins Zentralstadion verlegt.                         |
| 6. Dezember 2009   | RB Leipzig               | 2:0      | FC Sachsen Leipzig       | NOFV-Oberliga 2009/10, 15. Spieltag              | 6.051 Zentralstadion          | |
| 28. März 2010      | 1. FC Lokomotive Leipzig | 0:1      | RB Leipzig               | NOFV-Oberliga 2009/10, 22. Spieltag              | 7.498 Zentralstadion          | |
| 29. Mai 2010       | FC Sachsen Leipzig       | 2:1      | RB Leipzig               | NOFV-Oberliga 2009/10, 30. Spieltag              | 10.088 Zentralstadion         | „[…] gegen den souveränen Aufsteiger Red Bull noch 2:1 gewinnen konnte […]“                                                            |
| 6. April 2011      | FC Sachsen Leipzig       | 0:2      | RB Leipzig               | Sachsenpokal 2010/11, Achtelfinale               | 3.553 Alfred-Kunze-Sportpark  | |
| 4. September 2011  | Roter Stern Leipzig      | 0:10     | SG Leipzig-Leutzsch      | Sachsenpokal 2011/12, 2. Runde                   | 1.280 Alfred-Kunze-Sportpark  | Unterbrechungen wegen Ausschreitungen. Spiel fand mangels Roter-Stern-Stadion im Alfred-Kunze-Sportpark statt.                         |
| 27. November 2011  | BSG Chemie Leipzig       | 0:0      | SG Leipzig-Leutzsch      | Sachsenliga 2011/12, 14. Spieltag                | 2.690 Alfred-Kunze-Sportpark  | „Grün-Weiß gegen Grün-Weiß – mehr Derby geht nicht. Fans greifen Polizisten an.“                                                       |
| 9. Juni 2012       | SG Leipzig-Leutzsch      | 0:1      | BSG Chemie Leipzig       | Sachsenliga 2011/12, 29. Spieltag                | 2.164 Alfred-Kunze-Sportpark  | SGL wollte Chemie-Stürmer Stadionverbot aussprechen, weil dieser beim Spiel gegen Roter Stern vermummt im Roter-Stern-Block stand.     |
| 2. September 2012  | 1. FC Lokomotive Leipzig | 1:3      | RB Leipzig               | Regionalliga Nordost 2012/13, 3. Spieltag        | 24.795 Red Bull Arena         | „Der Viertliga-Zuschauerrekord wurde mit 24.795 Besuchern geknackt“                                                                    |
| 16. September 2012 | SG Leipzig-Leutzsch      | 2:0      | BSG Chemie Leipzig       | Sachsenliga 2012/13, 5. Spieltag                 | 1.147 Alfred-Kunze-Sportpark  | „Der Gastgeber läuft mit orangefarbenen Leibchen auf. Wo gibt es so was? […] das wohl verworrenste Derby der Republik“                 |
| 8. Mai 2013        | RB Leipzig               | 0:0      | 1. FC Lokomotive Leipzig | Regionalliga Nordost 2012/13, 18. Spieltag       | 20.348 Red Bull Arena         | „20.348 Zuschauer […]. Die Leipziger Polizei sprach […] von rund 10.000 Lok-Anhängern. Eher war das Verhältnis 12.000 zu 8.000“        |
| 15. Mai 2013       | BSG Chemie Leipzig       | 2:3      | SG Leipzig-Leutzsch      | Sachsenliga 2012/13, 20. Spieltag                | 1.100 Alfred-Kunze-Sportpark  | |
| 12. Oktober 2013   | 1. FC Lokomotive Leipzig | 0:2      | RB Leipzig               | Sachsenpokal 2013/14, 3. Runde                   | 14.372 Red Bull Arena         | Das fünfte und bis heute letzte Duell zwischen RBL und Lok                                                                             |